# Геосфера
Геосфе́ры (от греч. γῆ — Земля и σφαῖρα — шар) — сферические оболочки (сплошные и прерывистые), формирующие планету Земля.

## Описание
Геосферы последовательно чередуются, расходясь от центра Земли, пересекаются (проникают друг в друга) в пространстве и времени (переход из одной геосферы в другую), но сохраняют самостоятельность в своём образовании и функционировании. 
Геосферы связаны друг с другом и образуют стабильную динамическую систему.

## История
Первые обобщающие положения о Земле и синтетическую концепцию геосфер создал геолог Э. Зюсс, ряд идей выдвинул географ А. Геттнер.
В России природную зональность в глобальном масштабе разработал В. В. Докучаев.

## Типы
Можно выделить несколько основных геосфер:
| Геосфера     | Образование млрд лет назад | Свойства                                                                    |
| ------------ | -------------------------- | --------------------------------------------------------------------------- |
| Литосфера    | 4.0                        | Силикатная оболочка (важно образование осадочных пород — 3.8 млрд лет)      |
| Гидросфера   | 4.0                        | Водная оболочка                                                             |
| Педосфера    | 1.0                        | Почвенная оболочка (узел геосфер, биокосная система на суше и дне водоёмов) |
| Биосфера     | 3.5                        | Плёнка жизни (живое вещество)                                               |
| Атмосфера    | 4.0                        | Газовая оболочка                                                            |
| Ионосфера    | 3.5                        | Верхний ионизированный слой атмосферы (выделяется особо)                    |
| Магнитосфера | 3.5                        | Магнитное поле Земли (защитный слой других геосфер)                         |

Дополнительные геосферы

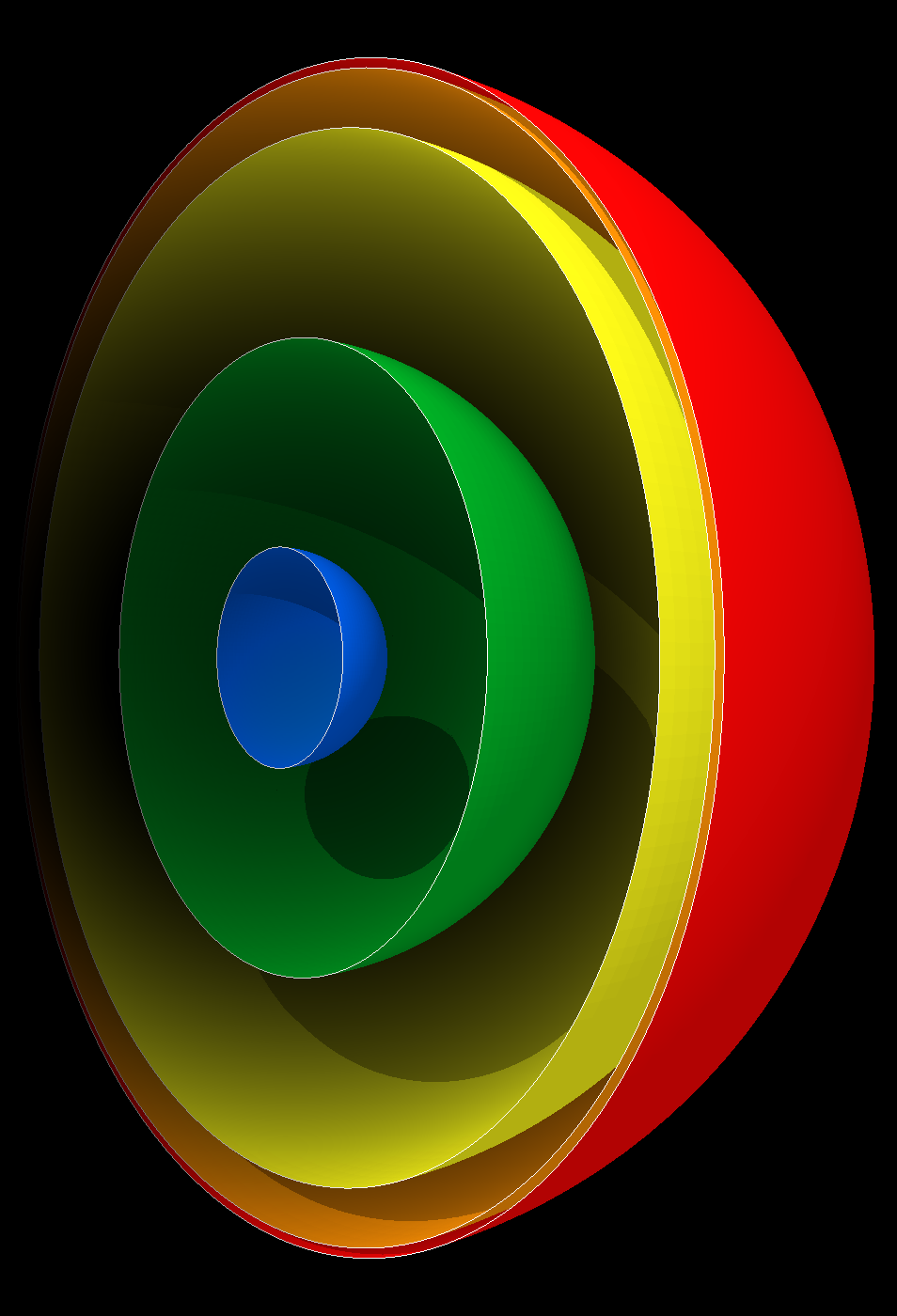
Геосферы — границы основных оболочек в разрезе

Некоторые учёные выделяют вторичные (антропогенные) геосферы, связанные с деятельностью людей:
- Антропосфера — описана Д. Н. Анучиным, 1902
- Ноосфера — описана В. И. Вернадским, 1944
- Социосфера — описана Ю. К. Ефремовым, 1961
- Техносфера

Также при анализе строения нашей планеты выделяются комплексные (составные):
- Биогеосфера — педоподобная первичная геосфера или современная глобальная экосистема. Н. А. Солнцев в ландшафтоведении различал фитосферу и зоосферу.
- Гляциосфера и Криосфера — ледяная оболочка Земли (Вечная мерзлота, лёд, снег, иней)
- Океаносфера — геосфера из морских и океанских вод[3].
- Педосфера — почвенная и иловая оболочка.
- Погребённая биосфера — ископаемые угли, сланцы, известняки.
- Стратисфера — или слоистая осадочная оболочка Земли[4].
- и другие.

По совокупности природных условий и процессов, протекающих в области соприкосновения и взаимодействия геосфер, выделяют специфические сферы или оболочки:
- Географическая оболочка
- Экосфера
- и другие.

Учение о геосферах Земли включает геосферологию, ноосферологию и прочие. Каждая геосфера, на разных уровнях, изучается отдельной наукой или набором научных направлений (науки геологического цикла).